# Саркисова, Инесса Суреновна
Сарки́сова Ине́сса Суре́новна (род. 23 августа 1939) — советско-российский архитектор, член Союза архитекторов СССР, член Союза архитекторов России, лауреат премии им. М. В. Ломоносова (за вклад в развитие культуры России), ветеран труда, автор проектов общественных зданий, участник (и призёр) архитектурных конкурсов, преподаватель (доцент) архитектурных дисциплин в московских вузах, практикующий архитектор.
Саркисова И. С. — представитель архитектурной династии Саркисовых-Ивановых. Окончила МАРХИ в 1963 году с медалью «За лучшую студенческую работу 1963 года». В сборнике издания музея МАРХИ в списках выпускников есть фамилии родителей Инессы Суреновны — Саркисова С. Г. и Саркисовой (Ивановой) Ф. М., её самой — Семёновой И. С. (по первому мужу), её учеников. Дедушка Саркисовой И. С. Иванов Михаил Алексеевич — ярославский архитектор, окончивший Академию художеств в Санкт-Петербурге.

## Архитектурная практика
Саркисова И.С. работала в проектных институтах Москвы, выполняя проекты общественных зданий как автор или член авторского коллектива:
- ПИ№2,
- ПИ Минздрава РСФСР,
- Моспроект-1,
- ЦНИИЭП торговых и туристических комплексов,
- ЦНИИЭП градостроительства.

## Проекты и постройки
- Административно-бытовой корпус металлургического завода в Нижнем Тагиле,
- Административный корпус строительного комбината в г. Карши,
- Здание универмага в Ульяновске,
- Здание универмага в Запорожье (в составе бригады А. Миримова),
- Проект интерьера кафе «Лира»[2] на Пушкинской площади в Москве (здесь снимались кадры фильма «17 мгновений весны»),
- Кафе на Чистых прудах (на воде) в Москве (в составе бригады А. Миримова). Сейчас здание перестроено, но в одном из фильмов терраса этого кафе стала местом встречи героини фильма (в исполнении Чурсиной Л.) и её партнёров.
- Общественный корпус детского санатория «Красный штурм» в Сочи,
- Ванный (лечебный) корпус в Мацесте (Сочи),
- Проект «Дома творчества «Актёр» в Ялте (в соавторстве с Павловской Н. Е.),
- Комплексный проект благоустройства «Стрелки» в Ярославле,
- Разработка серии детских игровых площадок для изучения правил дорожного движения – «Автогородок» (3 типа) для крупных городов СССР,
- Составление сборника «Номенклатуры индустриальных малых форм архитектуры для благоустройства городов»,
- Разработка проектов коттеджей для частного заказчика в Подмосковье.

## Педагогическая деятельность
С 1979 года Саркисова И. С. занимается педагогической деятельностью.
С 1979 по 1995 гг. — Московский архитектурно-строительный техникум.
С 1995 по 2017 гг. — Московский государственный строительный университет, Институт строительства и архитектуры, кафедра «Проектирование зданий и градостроительство».
По настоящее время — научно-методическое руководство дипломными проектами инженеров-архитекторов, бакалаврами, магистрами.
За многолетний период педагогической практики Саркисовой И. С. подготовлено огромное количество специалистов — профессионалов, востребованных современной архитектурно-строительной отраслью, среди которых много победителей российских и зарубежных конкурсов, лауреатов премии РААСН и НИИСФ РААСН.
С 2005 по 2014 гг. организовывала научные студенческие конференции в качестве заместителя декана ИАФ по НИРС.
Саркисова И. С. является автором и разработчиком учебных программ архитектурных дисциплин, учебных указаний, пособий и учебников, которыми пользуются студенты профильных вузов в разных городах России (Белгород, Ижевск, Липецк и т. д.).
Саркисова И. С. — создатель авторской методологии архитектурного проектирования, как системной структуры конвергенции знания и особой роли творческого компонента — клаузурного тренинга. В 2012 году изданы два учебных пособия «Клаузурное проектирование» и «Основы архитектурно-конструктивного проектирования» (учебник), было проведено несколько мастер-классов по «Профессиональному тренингу», т. е. по клаузурному проектированию.

## Участие в профильных проектах, публикации
•	Работа в жюри фестивалей «Зелёный проект» (2012, 2013), «Дом для звезды» (в течение 6 лет),
•   Участие в Международном симпозиуме с докладом  «Устойчивая архитектура: настоящее и будущее» (2011 год),
•	Более 25 статей в журналах «Архитектура и строительство Москвы», «Татлин», «Красивые дома», «Salon», в сборниках международных научно-технических конференций и т.п.,
•	Участие в выставках художественных работ архитекторов (акварель и графика),
•	Участие в фестивале Науки (МГУ) с циклом лекций «Архитектура Арктики», «Архитектура высоких широт».